# Saint-Quentin-en-Yvelines

samenstellende gemeentes

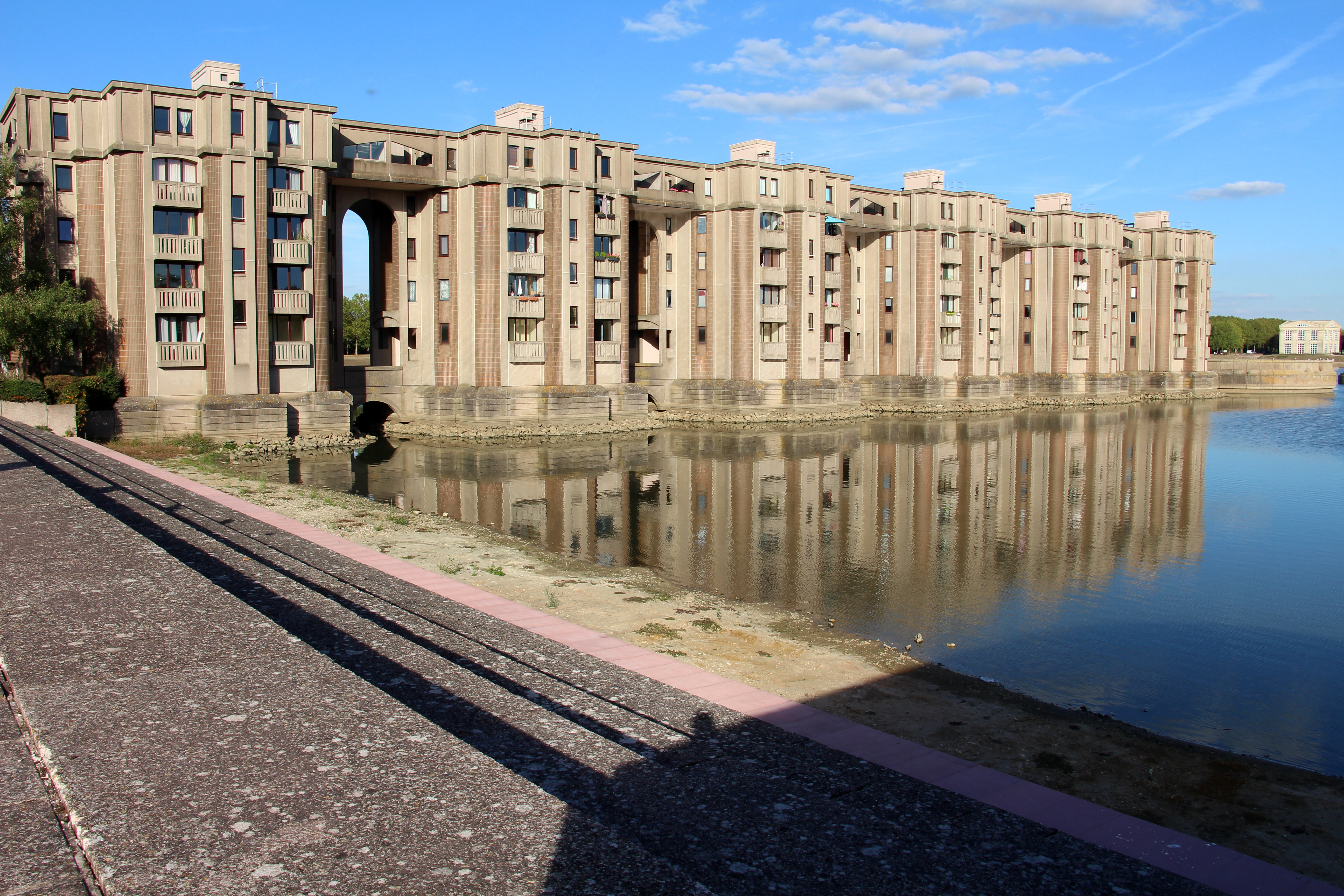
Arcades du Lac in Montigny-le-Bretonneux

Saint-Quentin-en-Yvelines is een nieuwe stedelijke agglomeratie, in het Frans een ville nouvelle, in Frankrijk, in het departement Yvelines, ten westen van Versailles en Parijs. Zij dankt haar naam aan het Étang de Saint-Quentin, een meertje van 250 hectare dat in de 17e eeuw werd aangelegd voor de vijvers van de tuinen van Versailles te zorgen. Dit meertje werd uitgekozen als het centrum van Saint-Quentin-en-Yvelines.
Het werd in 1965 besloten dat Saint-Quentin-en-Yvelines gebouwd zou worden gebouwd en werd in de jaren 1960 en aan het begin van de jaren 1970 aangelegd. Er hoorden op 11 augustus 1972 elf gemeenten tot Saint-Quentin-en-Yvelines: Bois-d'Arcy, Coignières, Élancourt, Guyancourt, Magny-les-Hameaux, Maurepas, Montigny-le-Bretonneux, Plaisir, Trappes, La Verrière en Voisins-le-Bretonneux. Vier gemeenten verlieten op 23 december 1983 Saint-Quentin-en-Yvelines: Bois-d'Arcy, Coignières, Maurepas en Plaisir zodat er zeven gemeenten deel van bleven uitmaken. Deze zeven gemeenten hebben ieder nog hun burgemeester, maar de op 1 januari 2004 opgerichte agglomeratie, communauté d'agglomération, heeft een voorzitter, président.
Communauté d'agglomération Saint-Quentin-en-Yvelines wordt afgekort tot CASQY. Saint-Quentin-en-Yvelines had in 2003, toen met zeven gemeenten 145 966 inwoners op een oppervlakte van 6.742 hectare, of 2.165 inwoners/km². Dit was tien keer meer dan veertig jaar eerder.
Drie van de vier gemeenten, die eerder hadden besloten geen deel meer van Saint-Quentin-en-Yvelines uit te maken, kwamen op 1 januari 2016 weer terug. Dat waren Coignières, Maurepas, en Plaisir. Er kwamen bovendien nog twee nieuwe gemeenten bij: Les Clayes-sous-Bois en Villepreux. De hele stad, die sindsdien dus uit 12 gemeenten bestaat, telde toen 229.369 inwoners op een oppervlakte van 120,08 km², een bevolkingsdichtheid van 1.910 inwoners per vierkante kilometer.

## Websites
- (fr)  officiële website